# 妙典 (市川市)
妙典（みょうでん）は、千葉県市川市にある町名。郵便番号は272-0111。

## 地理
千葉県千葉市から約25km圏内にあり、東京駅からは約20km圏内にある。
地区の東は江戸川を挟んで田尻に接し、北は河原に、南は塩焼・下妙典に、西は塩焼・富浜に接する。

## 歴史
江戸時代は行徳領の一部であった。

### 地名の由来
法華経の経典が妙なる経典であるとされたため、この名が付いた。

## 人口
2020年（令和2年）8月31日現在の世帯数と人口は以下の通りである。
| 丁目       | 世帯数    | 人口     |
| ---------- | --------- | -------- |
| 妙典一丁目 | 798世帯   | 1,684人  |
| 妙典二丁目 | 948世帯   | 2,378人  |
| 妙典三丁目 | 1,354世帯 | 2,643人  |
| 妙典四丁目 | 1,021世帯 | 2,467人  |
| 妙典五丁目 | 1,432世帯 | 3,215人  |
| 妙典六丁目 | 1,098世帯 | 2,259人  |
| 計         | 6,651世帯 | 14,646人 |

## 小・中学校の学区
市立小・中学校に通う場合、学区は以下の通りとなる。
| 丁目       | 番地     | 小学校             | 中学校             |
| ---------- | -------- | ------------------ | ------------------ |
| 妙典一丁目 | 全域     | 市川市立妙典小学校 | 市川市立第七中学校 |
| 妙典二丁目 | 全域     | 市川市立妙典小学校 | 市川市立第七中学校 |
| 妙典三丁目 | 1～15番  | 市川市立行徳小学校 | 市川市立第七中学校 |
| 妙典三丁目 | 16～25番 | 市川市立妙典小学校 | 市川市立第七中学校 |
| 妙典四丁目 | 1～9番   | 市川市立妙典小学校 | 市川市立妙典中学校 |
| 妙典四丁目 | 10～17番 | 市川市立塩焼小学校 | 市川市立妙典中学校 |
| 妙典五丁目 | 1～7番   | 市川市立妙典小学校 | 市川市立妙典中学校 |
| 妙典五丁目 | 8～24番  | 市川市立塩焼小学校 | 市川市立妙典中学校 |
| 妙典六丁目 | 1～8番   | 市川市立妙典小学校 | 市川市立妙典中学校 |
| 妙典六丁目 | 9～16番  | 市川市立塩焼小学校 | 市川市立妙典中学校 |

## 交通

### 鉄道
町域内を東京メトロ東西線が通るが、駅は設置されていない。妙典駅は隣接する富浜に属する。

### 道路
- 県道
  - 千葉県道6号市川浦安線
  - 千葉県道179号船橋行徳線

## 施設
- 妙典給水場
- あい・あい保育園 妙典五丁目園
- あじさい保育園
- ゆう保育園
- 市川市立妙典小学校
- 市川市立妙典中学校
- 東京メトロ行徳検車区
- イオン市川妙典店
- セブンイレブン市川妙典店
- セブンイレブン市川妙典2丁目店
- ローソン市川妙典店
- ローソン妙典南口店
- タイムズカーシェアタイムズ妙典第五
- タイムズカーシェアタイムズ妙典第七
- タイムズカーシェアタイムズ妙典第八
- 妙典公園
- 元新田公園
- 春日神社
- 八幡神社
- 清寿寺
- 妙好寺